# Epipocinae
Epipocinae es una subfamilia de coleópteros polífagos.

## Géneros
- Anidrytus - Danae - Ephebus - Epipocus - Epopterus - Rhymbus - Stenotarsoides